# Kemenesszentpéter
Kemenesszentpéter là một thị trấn thuộc hạt Veszprém, Hungary. Thị trấn này có diện tích 21,35 km², dân số năm 2010 là 654 người, mật độ 31 người/km².